# Borbíró András
Borbíró András névvariáns: Borbiró András (Budapest, 1987. március 29. –) magyar színész.

## Életpályája
Hat évesen már szinkronizált, 1993-ban a Vígszínház Sátorban az Odipusz című előadásban, 2000-ben az Újszínházban szerepelt. 2007-2010 között a Weöres Sándor Színház Stúdió növendékeként a szombathelyi Berzsenyi Dániel Főiskolán indult képzés keretében tanulta a színészmesterséget, ahol kezdetben Zsurzs Kati, majd Jordán Tamás és Jeles András voltak az osztályvezető tanárai. 2008-tól főiskolai hallgatóként egyik alapító tagja volt a szombathelyi Weöres Sándor Színház állandó társulatának. 2014-től a salgótarjáni Zenthe Ferenc Színházban játszott. 2021-2023 között a Turay Ida Színház művésze és tagja a PartVonal Műhely társulatának. Szinkronizálással is foglalkozik.

## Fontosabb színházi szerepei
- Arisztophanész – Hamvai Kornél – Nádasdy Ádám – Horgas Ádám: Lüzisztraté... Kinéziasz
- Antoine de Saint-Exupéry: A kis herceg... A kereskedő
- Valentyin Petrovics Katajev: A kör négyszögesítése... Abram
- Georges Feydeau – Maurice Desvallieres: A tartalék tartalékos... Rendőr
- Frances Hodgson Burnett: A kis lord... A lakáj
- Pierre Chesnot: Hotel Mimóza... Marc, Nadine férje
- Csiky Gergely: Ingyenélők... Senki Gáspár
- Madách Imre: Az ember tragédiája... Egy eretnek
- Mikszáth Kálmán: Szent Péter esernyője... Majzik (glogovai tanító)
- Tersánszky Józsi Jenő: Kakuk Marci... Munkás
- Görgey Gábor: Komámasszony, hol a stukker?... Kiss, az intellektuel
- Háy János: A Herner Ferike faterja... Herner Ferike (a rendőr fia)
- Jeles András – Victor Hugo: A nevető ember... szereplő
- Egressy Zoltán – Dömötör Tamás: 9700... szereplő
- Öt az egyben... Andor
- Németh Gyöngyi: Gaudiopolis - az öröm városa... Sztehlo Gábor[5]
- Fazekas Mihály – Schwajda György: Lúdas Matyi... Első árus; Első ács; Második hajdú
- Schwajda György: Nincs többé iskola... Kukajó
- Fésűs Éva: A kíváncsi királykisasszony... Pereces Palkó
- Rudyard Kipling – Topolcsányi Laura: A dzsungel könyve... Sir Kán, a tigris
- Topolcsányi Laura: Aladdin... Szultán
- Topolcsányi Laura: Hókirálynő... Manó; Királyfi; Fakéz
- Charles Perrault – Nyírő Beáta –  Frédéric Chopin: Hamupipőke... Lajos király
- Báldi Mária: A kerítőnő... Pál

## Filmek, tv
- A bűvész (1996) (hang)
- Öcsögök (2001)
- Gálvölgyi Show (2003)
- Kis Vuk (2008) (hang)
- Tetováltak (2012)
- Captain Flame (2021)... Speedy

## Szinkronszerepei
| Filmek          | Filmek                           | Filmek          |
| film            | szereplő                         | színész         |
| --------------- | -------------------------------- | --------------- |
| Az (film, 2017) | Az / Pennywise, a táncoló bohóc. | Bill Skarsgård. |
|                 |                                  |                 |
|                 |                                  |                 |